# Rouffiac-des-Corbières
Pour les articles homonymes, voir Rouffiac.
Rouffiac-des-Corbières  (en occitan Rofian ou Rofiac de las Corbièras) est une commune française, située dans le sud du département de l'Aude en région Occitanie.
La commune fait partie du massif des Corbières, un chaos calcaire formant la transition entre le Massif central et les Pyrénées. Exposée à un climat méditerranéen, elle est drainée par le Verdouble, le ruisseau de Paza et par divers autres petits cours d'eau. La commune possède un patrimoine naturel remarquable : un site Natura 2000 (les « basses Corbières ») et cinq zones naturelles d'intérêt écologique, faunistique et floristique.
Le château de Peyrepertuse se trouve également sur le territoire de la commune.

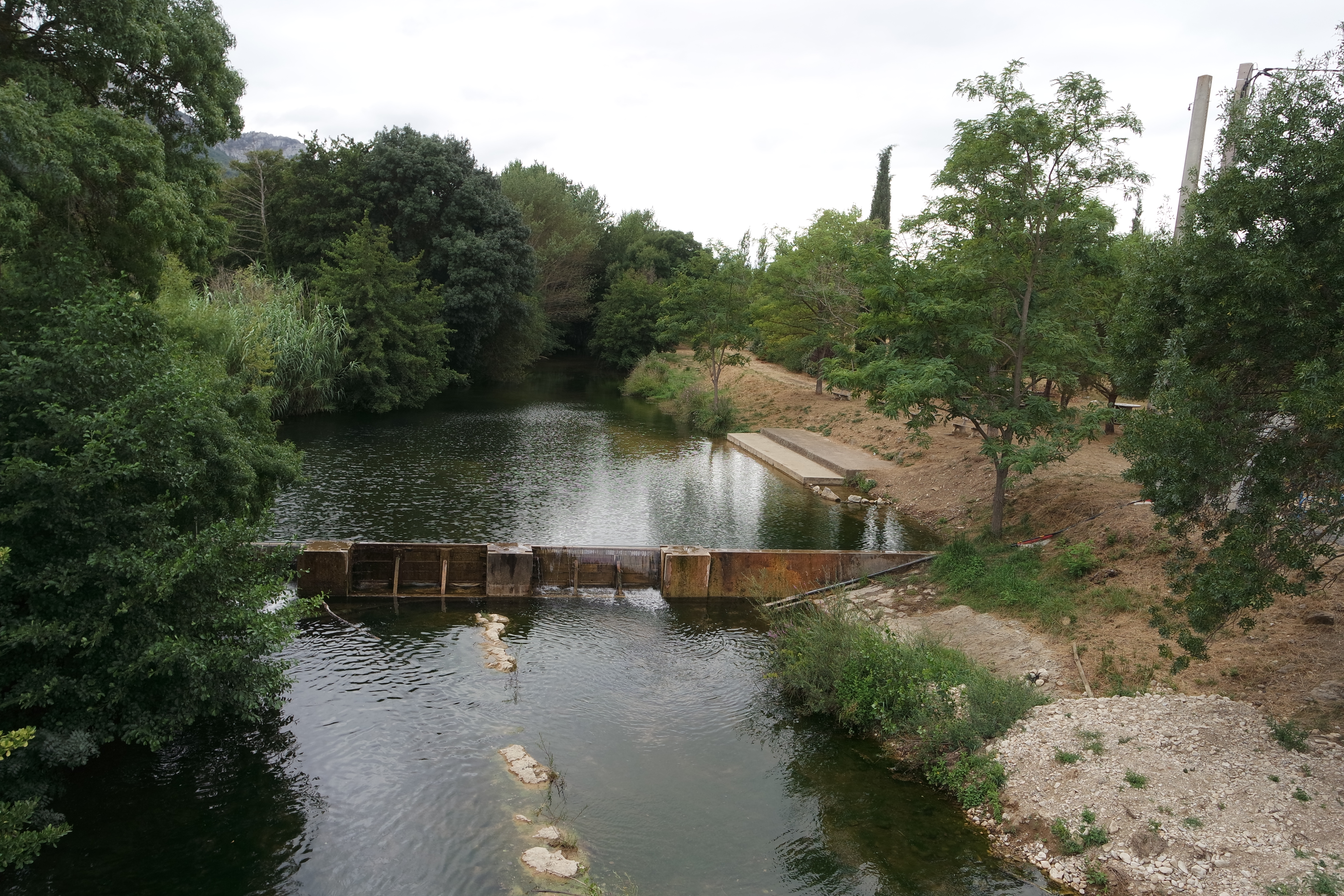
La rivière "Verdouble" alimente un petit plan d'eau près du village

Rouffiac-des-Corbières est une commune rurale qui compte 71 habitants en 2022, après avoir connu un pic de population de 240 habitants en 1846. Ses habitants sont appelés les Rouffianais ou Rouffianaises.

## Géographie
Commune située dans les Corbières sur le Verdouble.

### Communes limitrophes
Les communes limitrophes sont  Duilhac-sous-Peyrepertuse, Massac, Montgaillard et Soulatgé.
|          | Massac                    |              |
| Soulatgé | Rouffiac-des-Corbières    | Montgaillard |
|          | Duilhac-sous-Peyrepertuse |              |

### Hydrographie
La commune est dans la région hydrographique « Côtiers méditerranéens », au sein du bassin hydrographique Rhône-Méditerranée-Corse. Elle est drainée par le Verdouble, le ruisseau de Paza, le ruisseau de Combes, le ruisseau de Coume Sériès, le ruisseau de la Bruyère, le ruisseau de la Ferrière, le ruisseau de la Font de Jou, le ruisseau de Rudonnière, le ruisseau de Sagnes, le ruisseau des Cougatgès, le ruisseau des Oums, le ruisseau des Taquès, le ruisseau du Bosc, le ruisseau du Grès et, qui constituent un réseau hydrographique de 25 km de longueur totale,.
Le Verdouble, d'une longueur totale de 46,7 km, prend sa source dans la commune de Soulatgé et s'écoule vers l'est puis se réoriente au sud. Il traverse la commune et se jette dans l'Agly à Estagel.

### Climat
Pour des articles plus généraux, voir Climat de l'Occitanie et Climat de l'Aude.
En 2010, le climat de la commune est de type climat méditerranéen altéré, selon une étude s'appuyant sur une série de données couvrant la période 1971-2000. En 2020, Météo-France publie une typologie des climats de la France métropolitaine dans laquelle la commune est dans une zone de transition entre le climat de montagne et le climat méditerranéen et est dans une zone de transition entre les régions climatiques « Pyrénées orientales » et « Provence, Languedoc-Roussillon »0.
Pour la période 1971-2000, la température annuelle moyenne est de 13,6 °C, avec  une amplitude thermique annuelle de 15,3 °C. Le cumul annuel moyen de précipitations est de 772 mm, avec 8,2 jours de précipitations en janvier et 3,7 jours en juillet. Pour la période 1991-2020 la température moyenne annuelle observée sur la station météorologique la plus proche, située sur la commune de Mouthoumet à 9 km à vol d'oiseau, est de 12,5 °C et le cumul annuel moyen de précipitations est de 837,6 mm,. Pour l'avenir, les paramètres climatiques de la commune estimés pour 2050 selon différents scénarios d’émission de gaz à effet de serre sont consultables sur un site dédié publié par Météo-France en novembre 2022.

### Milieux naturels et biodiversité

#### Réseau Natura 2000

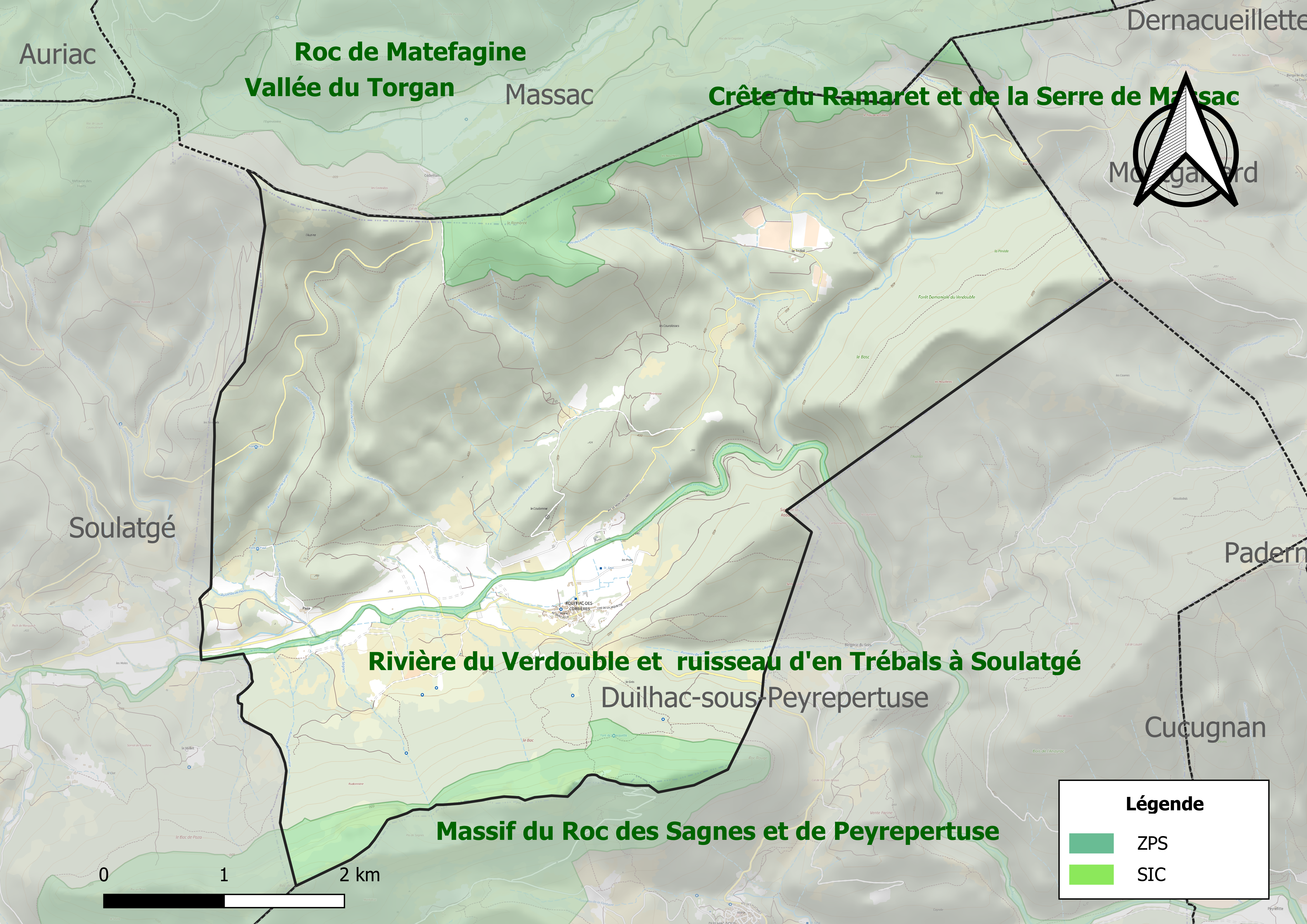
Sites Natura 2000 sur le territoire communal.

Le réseau Natura 2000 est un réseau écologique européen de sites naturels d'intérêt écologique élaboré à partir des directives habitats et oiseaux, constitué de zones spéciales de conservation (ZSC) et de zones de protection spéciale (ZPS).
Un site Natura 2000 a été défini sur la commune au titre  de la directive oiseaux : les « basses Corbières », d'une superficie de 29 495 ha, un site important pour la conservation des rapaces : l'Aigle de Bonelli, l'Aigle royal, le Grand-duc d’Europe, le Circaète Jean-le-Blanc, le Faucon pèlerin, le Busard cendré, l'Aigle botté.

#### Zones naturelles d'intérêt écologique, faunistique et floristique
L’inventaire des zones naturelles d'intérêt écologique, faunistique et floristique (ZNIEFF) a pour objectif de réaliser une couverture des zones les plus intéressantes sur le plan écologique, essentiellement dans la perspective d’améliorer la connaissance du patrimoine naturel national et de fournir aux différents décideurs un outil d’aide à la prise en compte de l’environnement dans l’aménagement du territoire.
Trois ZNIEFF de type 1 sont recensées sur la commune :
- la « crête du Ramaret et de la Serre de Massac » (320 ha), couvrant 3 communes du département[16] ;
- le « massif du Roc des Sagnes et de Peyrepertuse » (452 ha), couvrant 3 communes du département[17] ;
- la « rivière du Verdouble et ruisseau d'en Trébals à Soulatgé » (71 ha), couvrant 5 communes du département[18] ;

et deux ZNIEFF de type 2, : 
- les « Corbières centrales » (68 810 ha), couvrant 56 communes dont 54 dans l'Aude et 2 dans les Pyrénées-Orientales[19] ;
- le « massif du Fenouillèdes septentrional » (14 046 ha), couvrant 14 communes dont 9 dans l'Aude et 5 dans les Pyrénées-Orientales[20].

Carte des ZNIEFF de type 1 et 2 à Rouffiac-des-Corbières.
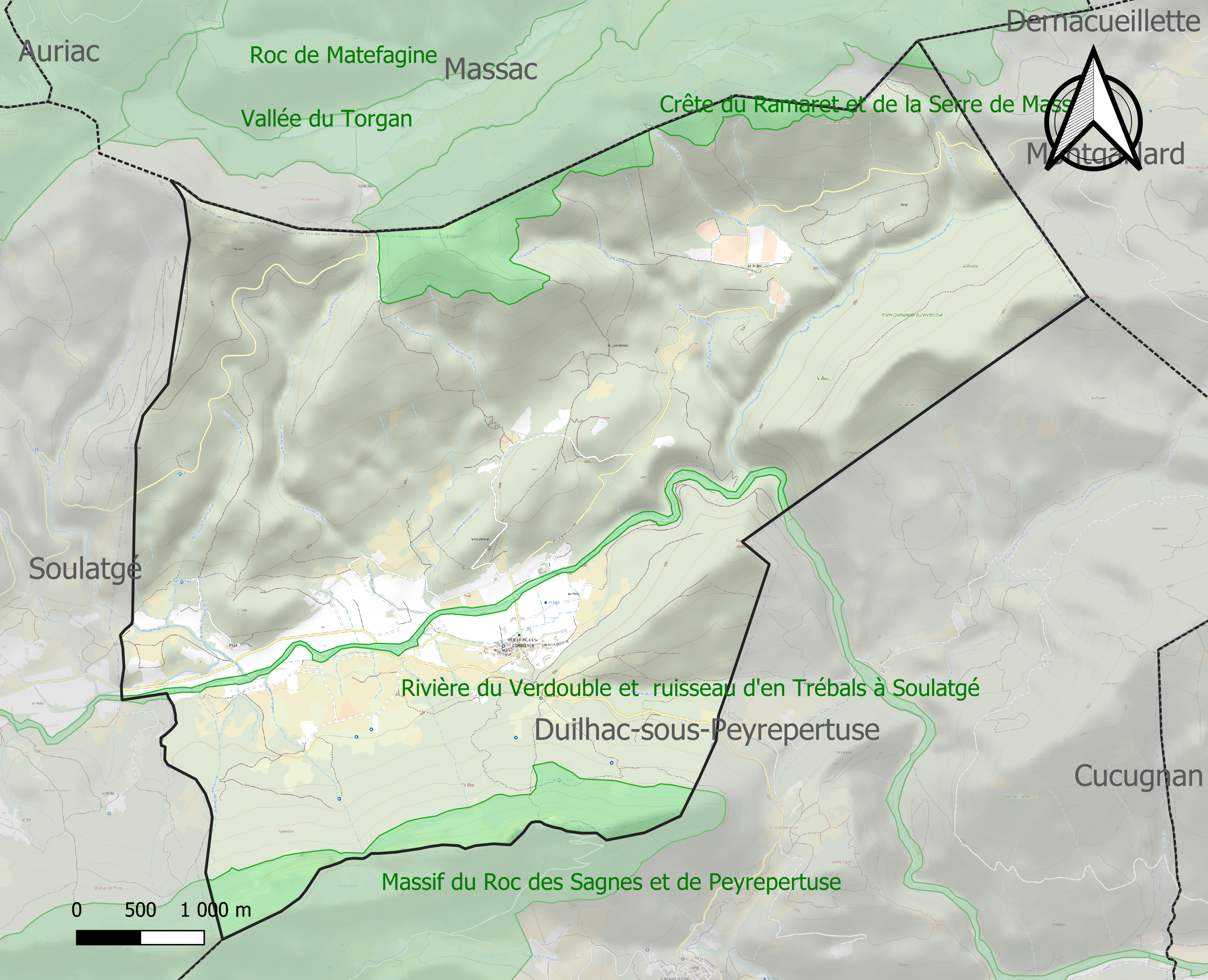
Carte des ZNIEFF de type 1 sur la commune.
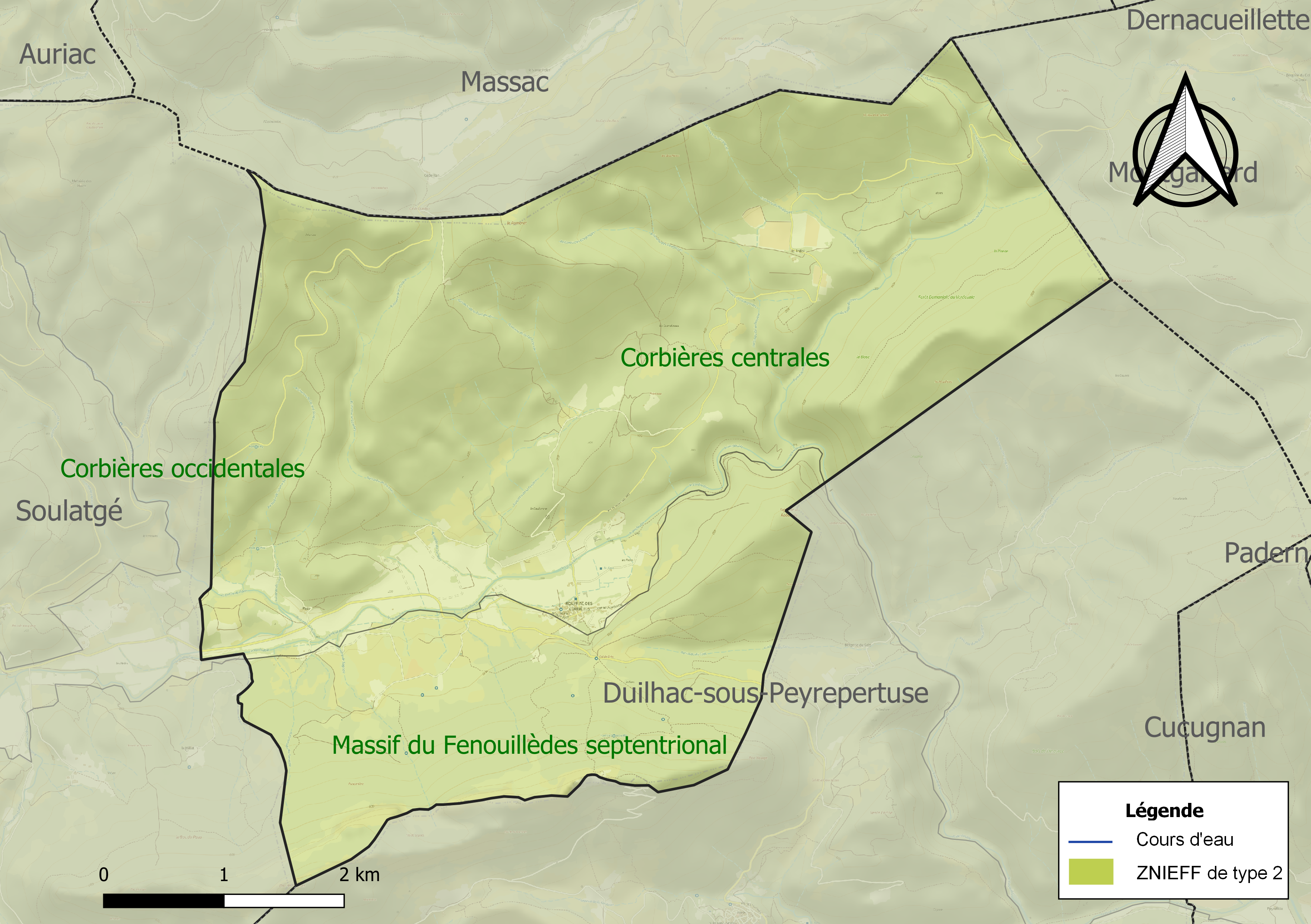
Carte des ZNIEFF de type 2 sur la commune.

## Urbanisme

### Typologie
Au 1er janvier 2024, Rouffiac-des-Corbières est catégorisée commune rurale à habitat dispersé, selon la nouvelle grille communale de densité à 7 niveaux définie par l'Insee en 2022.
Elle est située hors unité urbaine et hors attraction des villes,.

### Occupation des sols
L'occupation des sols de la commune, telle qu'elle ressort de la base de données européenne d’occupation biophysique des sols Corine Land Cover (CLC), est marquée par l'importance des forêts et milieux semi-naturels (85,4 % en 2018), une proportion sensiblement équivalente à celle de 1990 (85,9 %). La répartition détaillée en 2018 est la suivante : 
forêts (77 %), zones agricoles hétérogènes (14,6 %), milieux à végétation arbustive et/ou herbacée (8,4 %). L'évolution de l’occupation des sols de la commune et de ses infrastructures peut être observée sur les différentes représentations cartographiques du territoire : la carte de Cassini (XVIIIe siècle), la carte d'état-major (1820-1866) et les cartes ou photos aériennes de l'IGN pour la période actuelle (1950 à aujourd'hui).

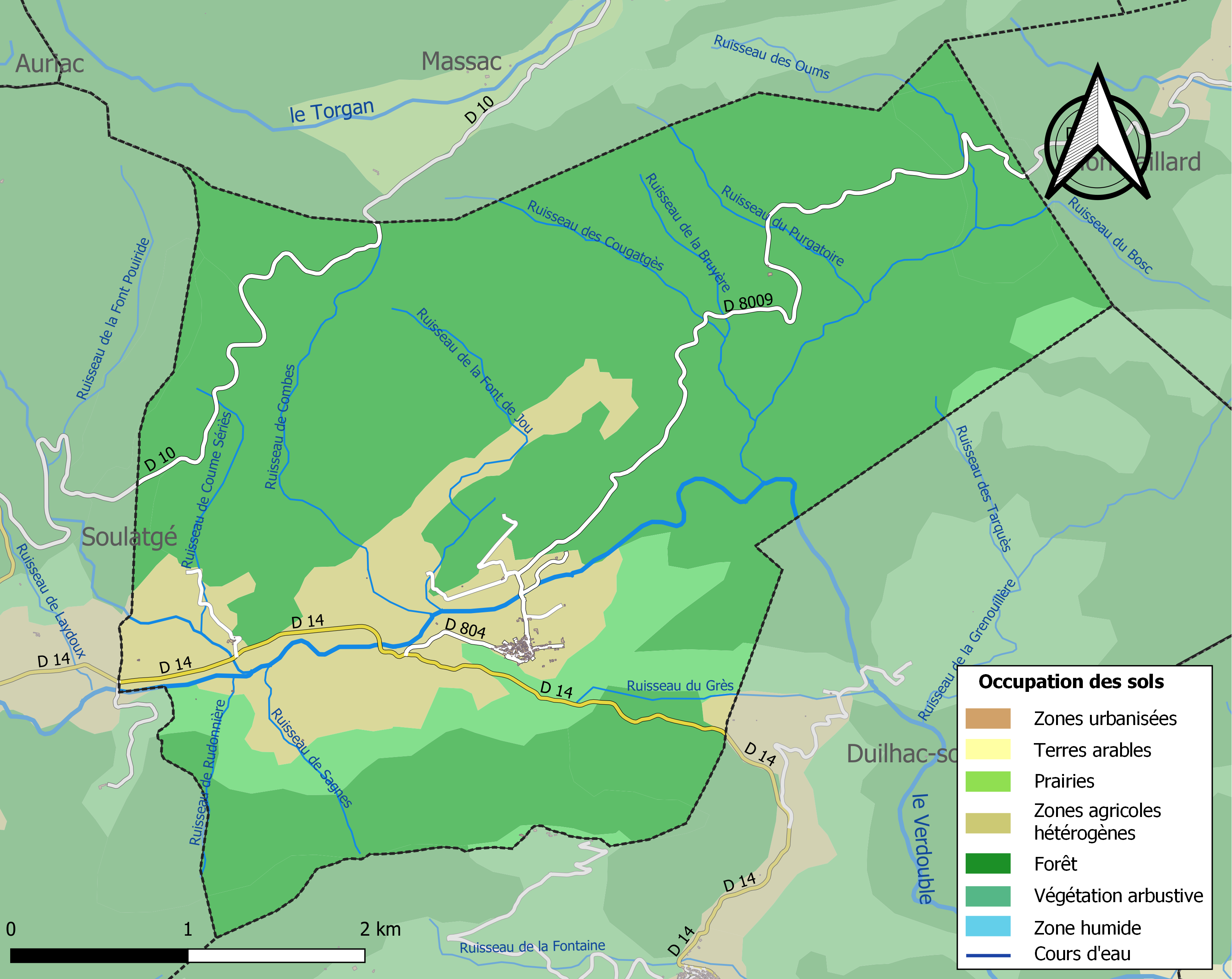
Carte des infrastructures et de l'occupation des sols de la commune en 2018 (CLC).

### Risques majeurs
Le territoire de la commune de Rouffiac-des-Corbières est vulnérable à différents aléas naturels : météorologiques (tempête, orage, neige, grand froid, canicule ou sécheresse), inondations, feux de forêts et séisme (sismicité modérée). Un site publié par le BRGM permet d'évaluer simplement et rapidement les risques d'un bien localisé soit par son adresse soit par le numéro de sa parcelle.
Certaines parties du territoire communal sont susceptibles d’être affectées par le risque d’inondation par débordement de cours d'eau, notamment le ruisseau de Glandes. La commune a été reconnue en état de catastrophe naturelle au titre des dommages causés par les inondations et coulées de boue survenues en 1982, 1987, 1992, 1996, 1999, 2005, 2009, 2014, 2018 et 2020,.

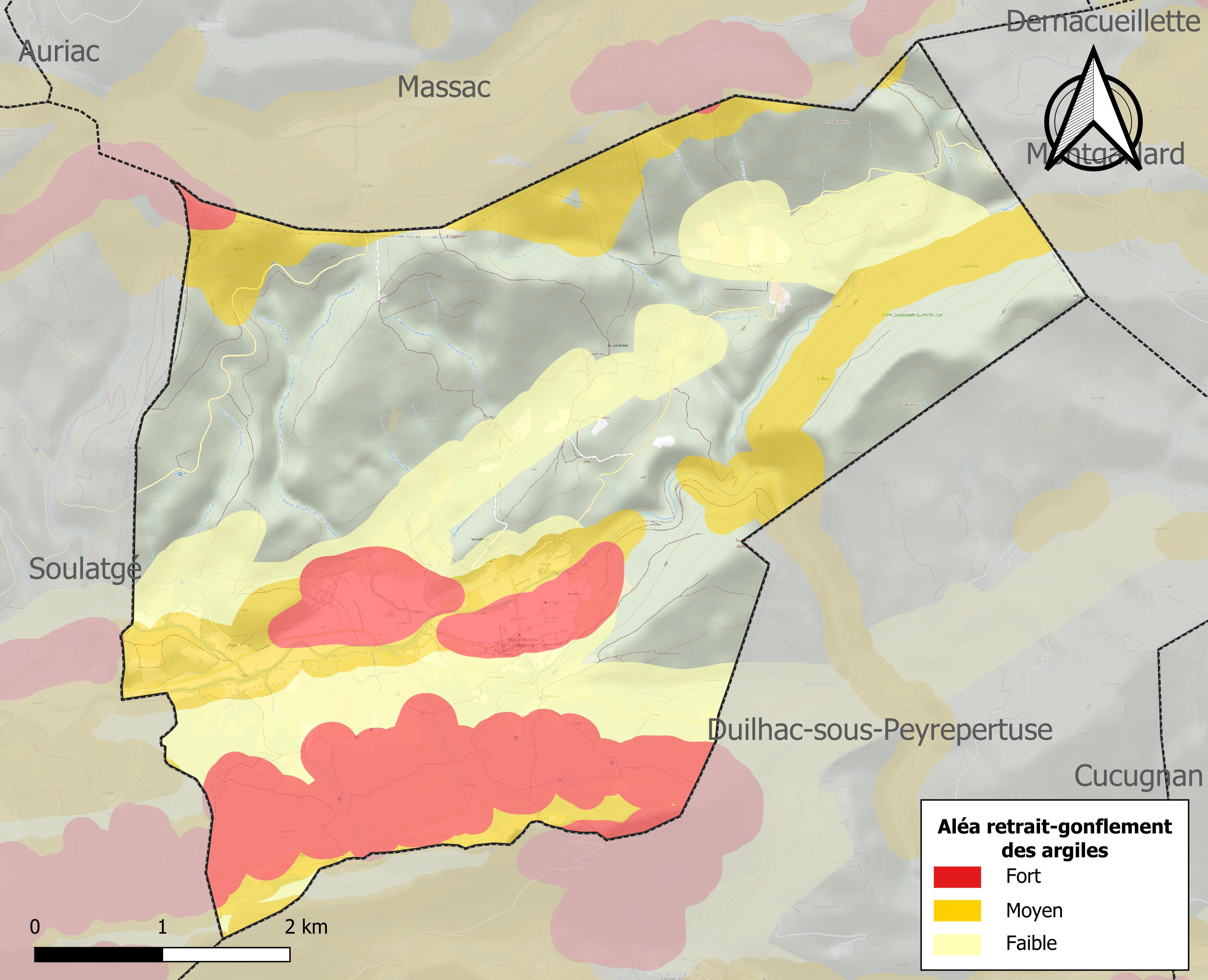
Carte des zones d'aléa retrait-gonflement des sols argileux de Rouffiac-des-Corbières.

Le retrait-gonflement des sols argileux est susceptible d'engendrer des dommages importants aux bâtiments en cas d’alternance de périodes de sécheresse et de pluie. 34,4 % de la superficie communale est en aléa moyen ou fort (75,2 % au niveau départemental et 48,5 % au niveau national). Sur les 93 bâtiments dénombrés sur la commune en 2019, 76 sont en aléa moyen ou fort, soit 82 %, à comparer aux 94 % au niveau départemental et 54 % au niveau national. Une cartographie de l'exposition du territoire national au retrait gonflement des sols argileux est disponible sur le site du BRGM,.

## Histoire
En 1007 Bernat Taillefer de Besalu, comte de Besalu et seigneur supérieur du Peyrapertusés dont dépendait Rouffiac, donne un fief au prieuré de Paza qui dépend de l'abbaye de Saint-Michel-de-Cuxa. En 1277, l'archevêque de Narbonne Pierre de Montbrun rachète à l'abbaye tous ses biens situés dans la région, dont le village avoisinant de Paza (abandonné au 17e siècle).

## Politique et administration
| Période                                  | Période       | Identité       | Étiquette | Qualité |
| ---------------------------------------- | ------------- | -------------- | --------- | ------- |
| mars 2012                                | en cours      | Franck Guichou |           |         |
| novembre 2008                            | mars 2012     | Sandrine Boy   |           |         |
| mars 2008                                | novembre 2008 | Anne Estebe    |           |         |
| Les données manquantes sont à compléter. |               |                |           |         |

## Démographie
L'évolution du nombre d'habitants est connue à travers les recensements de la population effectués dans la commune depuis 1793. Pour les communes de moins de 10 000 habitants, une enquête de recensement portant sur toute la population est réalisée tous les cinq ans, les populations de référence des années intermédiaires étant quant à elles estimées par interpolation ou extrapolation. Pour la commune, le premier recensement exhaustif entrant dans le cadre du nouveau dispositif a été réalisé en 2004.

En 2022, la commune comptait 71 habitants, en évolution de −20,22 % par rapport à 2016 (Aude : +2,65 %, France hors Mayotte : +2,11 %).
| 1793 | 1800 | 1806 | 1821 | 1831 | 1836 | 1841 | 1846 | 1851 |
| ---- | ---- | ---- | ---- | ---- | ---- | ---- | ---- | ---- |
| 105  | 144  | 135  | 182  | 207  | 221  | 229  | 240  | 239  |

| 1856 | 1861 | 1866 | 1872 | 1876 | 1881 | 1886 | 1891 | 1896 |
| ---- | ---- | ---- | ---- | ---- | ---- | ---- | ---- | ---- |
| 235  | 220  | 203  | 197  | 185  | 208  | 218  | 212  | 183  |

| 1901 | 1906 | 1911 | 1921 | 1926 | 1931 | 1936 | 1946 | 1954 |
| ---- | ---- | ---- | ---- | ---- | ---- | ---- | ---- | ---- |
| 190  | 191  | 174  | 190  | 174  | 181  | 177  | 186  | 155  |

| 1962 | 1968 | 1975 | 1982 | 1990 | 1999 | 2004 | 2006 | 2009 |
| ---- | ---- | ---- | ---- | ---- | ---- | ---- | ---- | ---- |
| 150  | 131  | 115  | 101  | 88   | 83   | 97   | 94   | 75   |

| 2014 | 2019 | 2022 | - | - | - | - | - | - |
| ---- | ---- | ---- | - | - | - | - | - | - |
| 88   | 80   | 71   | - | - | - | - | - | - |

## Économie

### Emploi
| Division       | 2008   | 2013   | 2018   |
| -------------- | ------ | ------ | ------ |
| Commune        | 19,6 % | 16,9 % | 24,4 % |
| Département    | 10,2 % | 12,8 % | 12,6 % |
| France entière | 8,3 %  | 10 %   | 10 %   |

En 2018, la population âgée de 15 à 64 ans s'élève à 51 personnes, parmi lesquelles on compte 69,3 % d'actifs (45 % ayant un emploi et 24,4 % de chômeurs) et 30,7 % d'inactifs,. Depuis 2008, le taux de chômage communal (au sens du recensement) des 15-64 ans est supérieur à celui de la France et du département.
La commune est hors attraction des villes,. Elle compte 12 emplois en 2018, contre 18 en 2013 et 18 en 2008. Le nombre d'actifs ayant un emploi résidant dans la commune est de 23, soit un indicateur de concentration d'emploi de 54 % et un taux d'activité parmi les 15 ans ou plus de 44,1 %.
Sur ces 23 actifs de 15 ans ou plus ayant un emploi, 9 travaillent dans la commune, soit 41 % des habitants. Pour se rendre au travail, 59,1 % des habitants utilisent un véhicule personnel ou de fonction à quatre roues, 18,2 % s'y rendent en deux-roues, à vélo ou à pied et 22,7 % n'ont pas besoin de transport (travail au domicile).

### Activités hors agriculture
8 établissements sont implantés  à Rouffiac-des-Corbières au 31 décembre 2019.
Le secteur du commerce de gros et de détail, des transports, de l'hébergement et de la restauration est prépondérant sur la commune puisqu'il représente 50 % du nombre total d'établissements de la commune (4 sur les 8 entreprises implantées  à Rouffiac-des-Corbières), contre 32,3 % au niveau départemental.

### Agriculture
|               | 1988 | 2000 | 2010 | 2020 |
| ------------- | ---- | ---- | ---- | ---- |
| Exploitations | 29   | 9    | 1    | 2    |
| SAU (ha)      | 173  | 70   | 100  | 232  |

La commune est dans la « Région viticole » de l'Aude, une petite région agricole occupant une grande partie centrale du département, également dénommée localement « Corbeilles Minervois et Carcasses-Limouxin ». En 2020, l'orientation technico-économique de l'agriculture  sur la commune est l'élevage d'ovins ou de caprins. Deux exploitations agricoles ayant leur siège dans la commune sont dénombrées lors du recensement agricole de 2020 (29 en 1988). La superficie agricole utilisée est de 232 ha,,.

## Culture locale et patrimoine

### Lieux et monuments

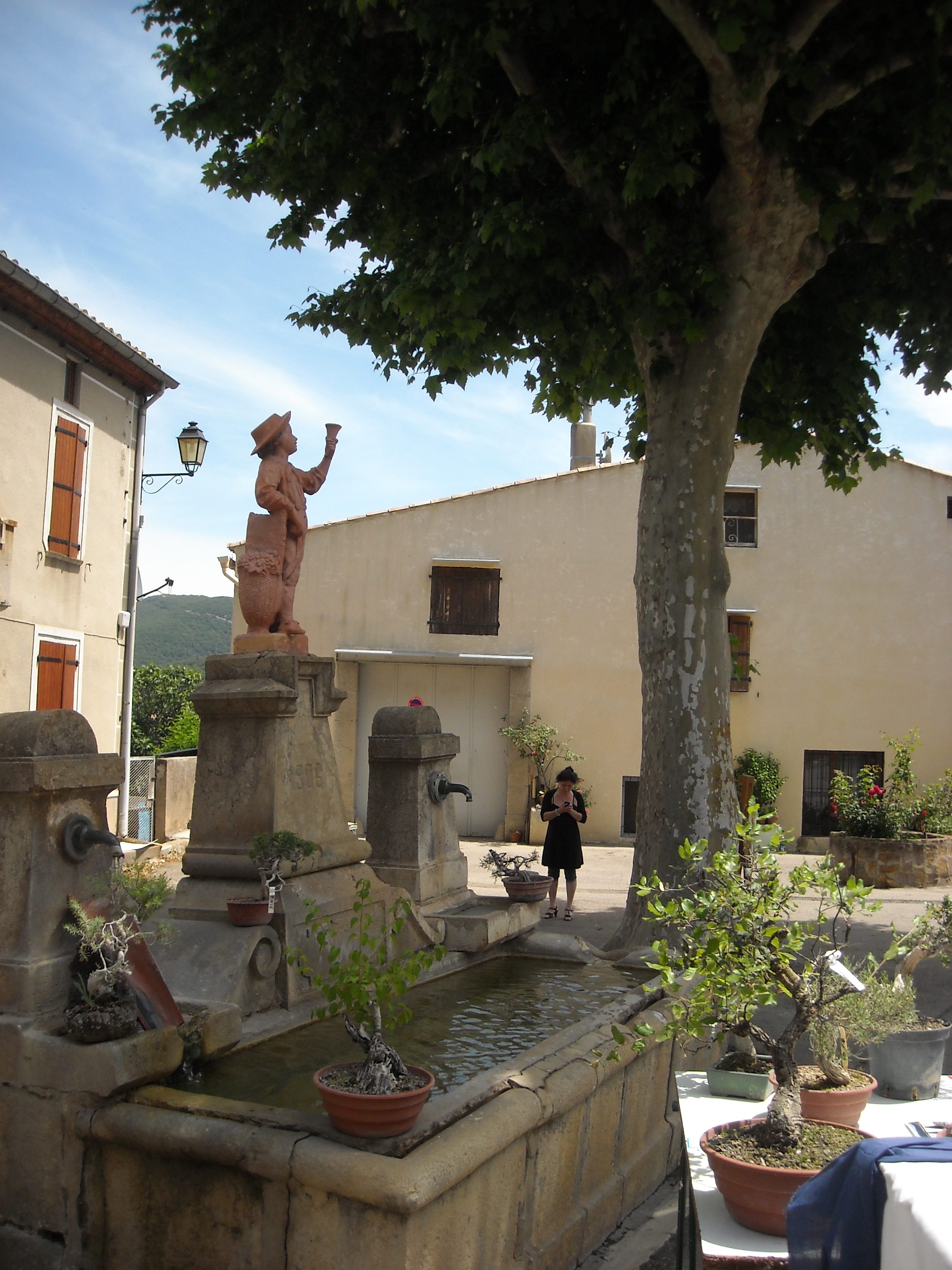
La fontaine sur la place du village

- La fontaine sur la place du villageDolmen de Trillol et château de Peyrepertuse qui domine Rouffiac-des-Corbières de son plus majestueux côté.
- Église Saint-Félix de Rouffiac-des-Corbières.

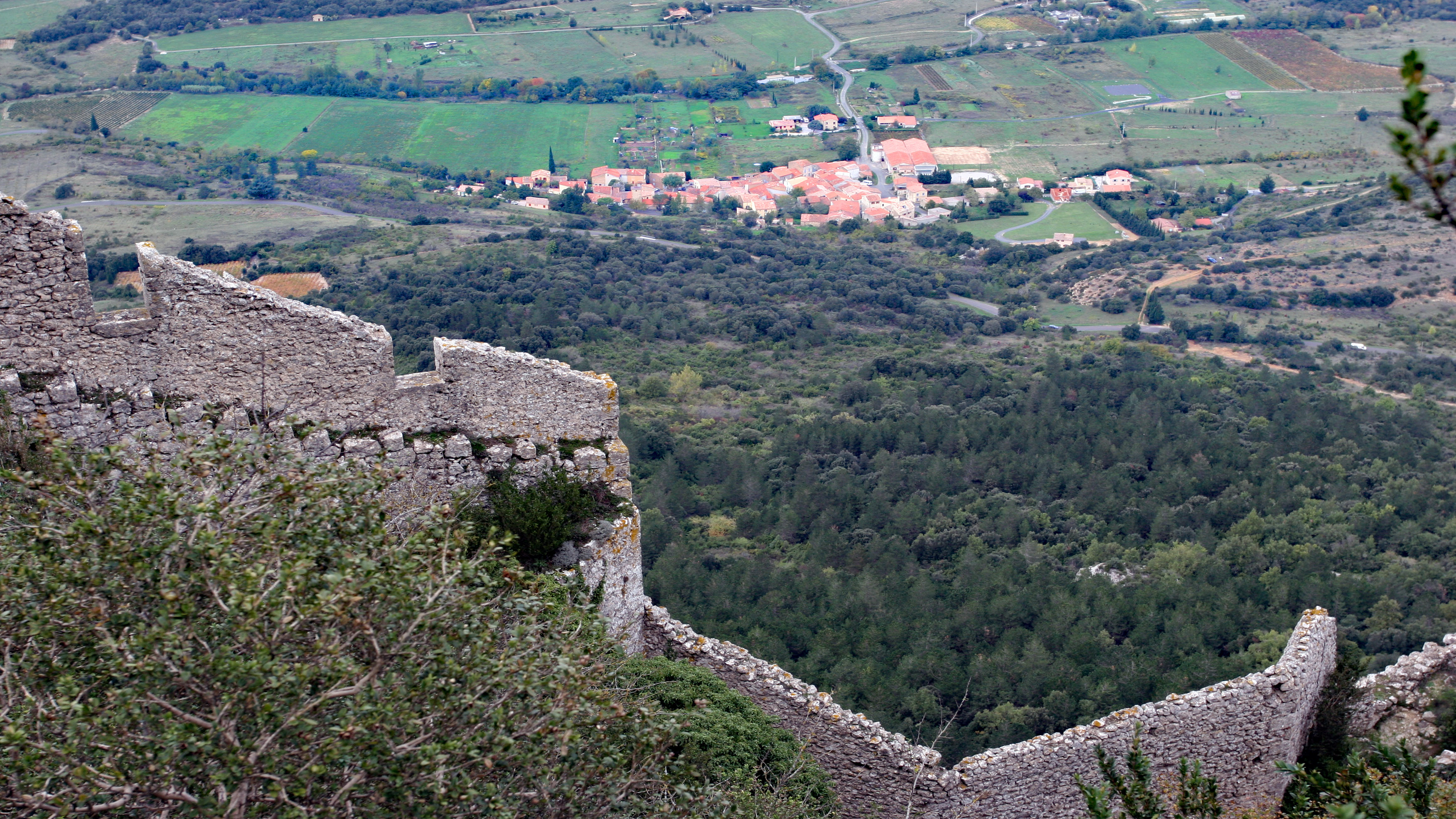

### Notes et cartes

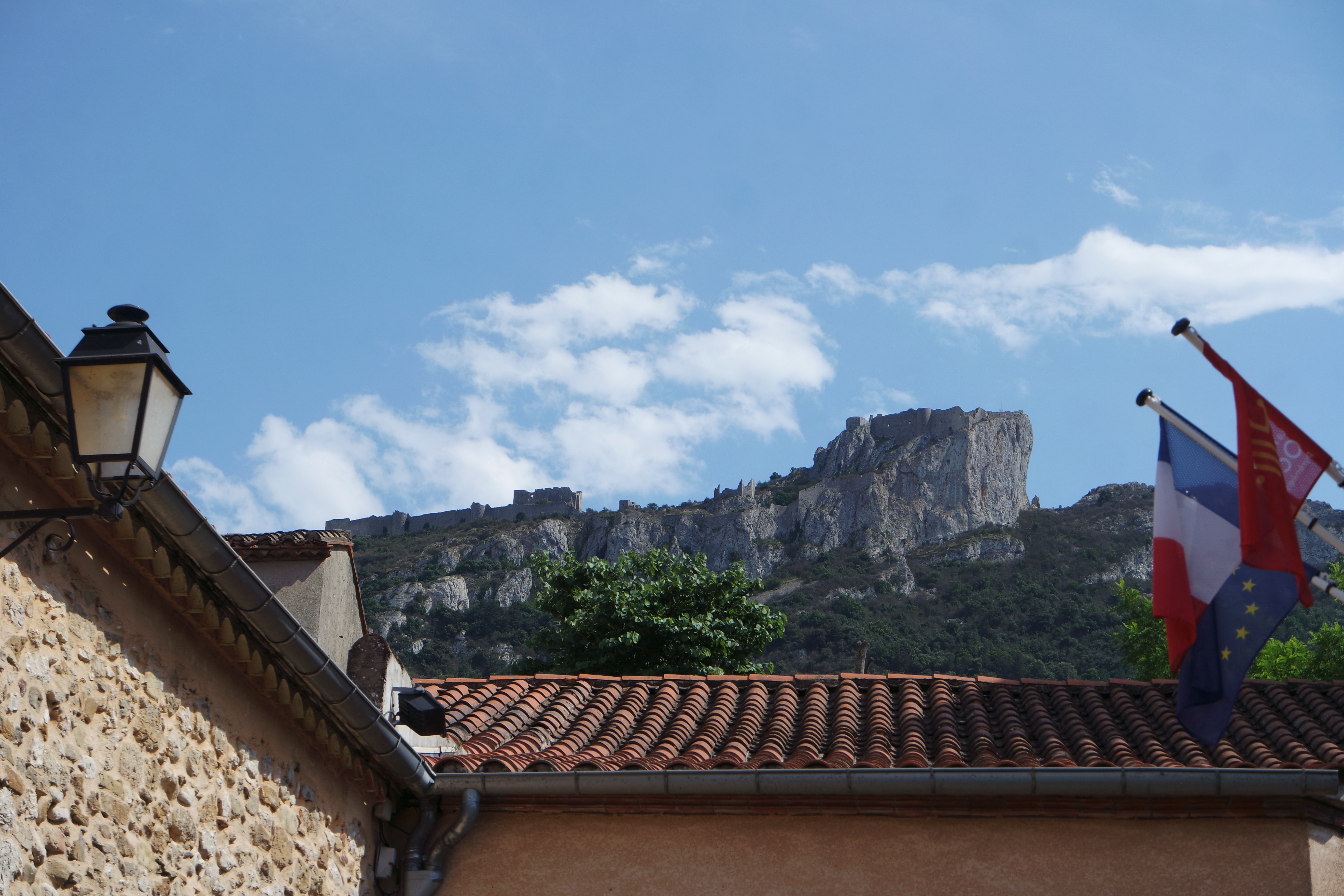
Le château de Peyrepertuse vu depuis la place du village

### Héraldique
| Blason de Rouffiac-des-Corbières | Blason  | De sable au chevron d'argent.                    |
| Blason de Rouffiac-des-Corbières | Détails | Le statut officiel du blason reste à déterminer. |